# Manuel G. Posadas
Manuel Gervasio Posadas foi um destacado músico, jornalista e militar afro-argentino do século XIX.

## Biografia
Manuel G. Posadas nasceu na cidade de Buenos Aires no 18 de outubro de 1841. Desde jovem mostrou vocação para a música, estudando com o professor Silveira.
Se casou com Emilia Smith, também afro-portenha, com quem teve pelo menos três filhos: Carlos, Manuel e Luis María, tendo os dois primeiros se dedicado a música, atividade na qual de destacaram.
Em 1865 se alistou no Exército Argentino como voluntário para lutar na Guerra do Paraguai. Foi designado para o 2º batalhão do 3º regimento ao mando do coronel José María Morales, tendo ascendido rapidamente ao posto de sargento porém devido a uma doença teve que abandonar a campanha e voltar para Buenos Aires.
Defensor convicto do general Bartolomé Mitre, Posadas foi nomeado capitão das Guardas Nacionais. Participou da Revolução de 1874 e após a derrota do partido liberal continuou dando aulas de música e escrevendo em diversos meios de comunicação da sua cidade, entre eles El Eco Artístico e La Nación.
Posadas voltou a se alistar, revisando como major no batalhão Sosa comandado pelo general Morales. Teve participação ativa na Revolução de 1880 e nos confrontos na segunda-feira 21 de junho em Puente Alsina e Corrales (hoje Parque Patricios). Participou também da Revolução do Parque, que apesar de ter sido contida levou à denúncia do presidente Miguel Juárez Celman.
Como violinista atuou em várias oportunidades nos teatros Colón e Ópera.